# Saint-Jean-Pla-de-Corts
Saint-Jean-Pla-de-Corts (Catalaans: Sant Joan de Pladecorts) is een gemeente in het Franse departement Pyrénées-Orientales (regio Occitanie). De plaats maakt deel uit van het arrondissement Céret. Saint-Jean-Pla-de-Corts telde op 1 januari 2022 2.283 inwoners.

## Geografie
De oppervlakte van Saint-Jean-Pla-de-Corts bedroeg op 1 januari 2022 10,62 vierkante kilometer; de bevolkingsdichtheid was toen 215 inwoners per km². De gemeente ligt in Vallespir.

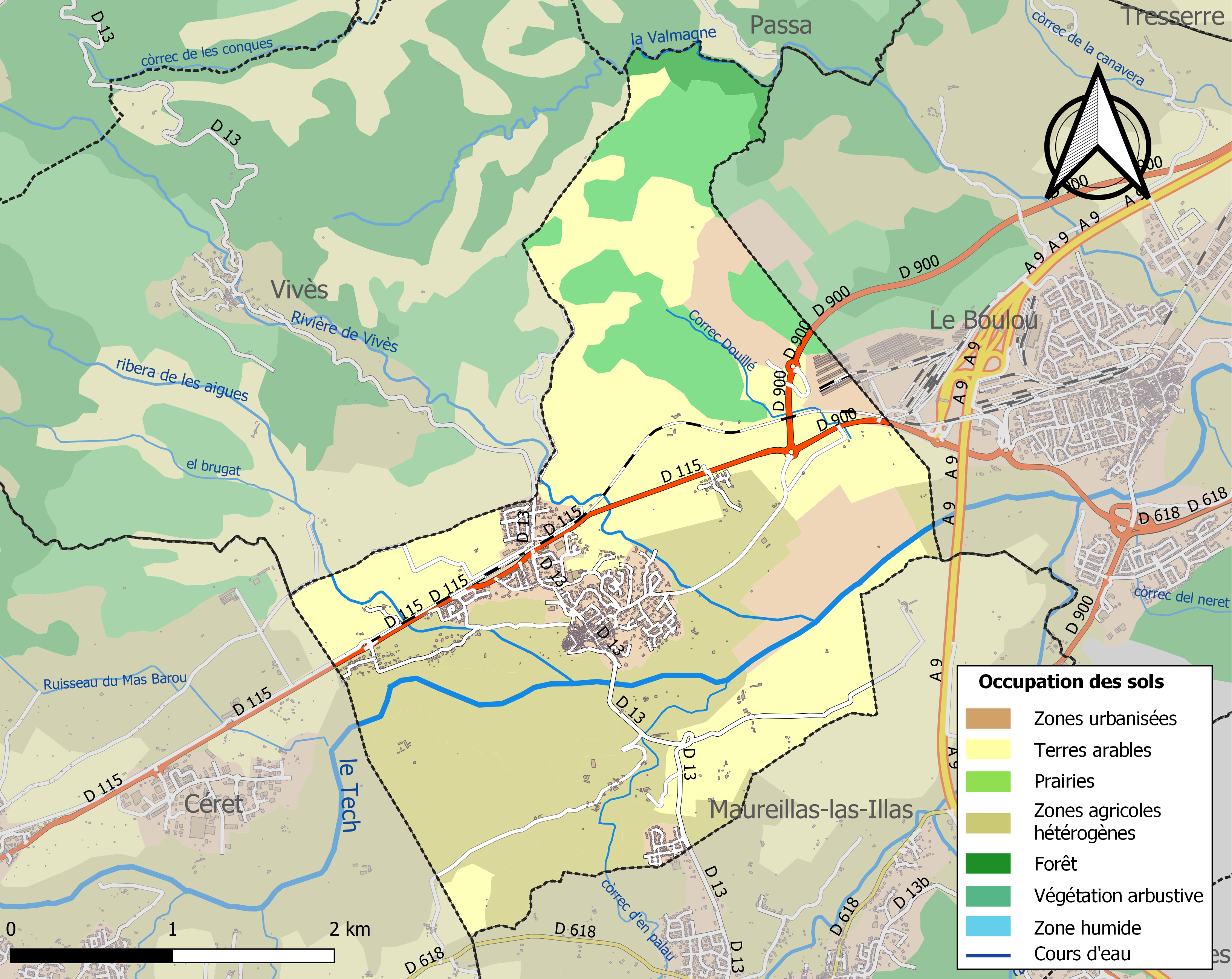
Kaart van de gemeente met de belangrijkste infrastructuur, bodemgebruik en omliggende gemeenten

## Demografie
Onderstaande figuur toont het verloop van het inwonertal (bron: INSEE-tellingen).